# Liste der lettischen Abgeordneten zum EU-Parlament (2014–2019)
Die Liste der lettischen Abgeordneten zum EU-Parlament (2014–2019) listet alle lettischen Mitglieder des 8. Europäischen Parlaments nach der Europawahl in Lettland 2014.

## Mandatsstärke der Parteien
- S&D: 1
- G/EFA: 1
- EVP: 4
- EKR: 1
- EFDD: 1

- S&D: 1
- G/EFA: 1
- ALDE: 1
- EVP: 4
- EKR: 1

| Nationale Partei                                                                | Mandate | Mandate | Fraktion                                                                               |
| Nationale Partei                                                                | 2014    | ab 2015 | Fraktion                                                                               |
| ------------------------------------------------------------------------------- | ------- | ------- | -------------------------------------------------------------------------------------- |
| Vienotība (V)                                                                   | 4       | 4       | Fraktion der Europäischen Volkspartei (EVP)                                            |
| Nacionālā apvienība „Visu Latvijai!“ – „Tēvzemei un Brīvībai/LNNK“ (VL-TB/LNNK) | 1       | 1       | Europäische Konservative und Reformer (EKR)                                            |
| Sociāldemokrātiskā partija „Saskaņa“ (SDPS)                                     | 1       | 1       | Fraktion der Progressiven Allianz der Sozialdemokraten im Europäischen Parlament (S&D) |
| Zaļo un Zemnieku savienība (ZZS)                                                | 1       | 0       | Europa der Freiheit und der direkten Demokratie (EFDD)                                 |
| Zaļo un Zemnieku savienība (ZZS)                                                | 0       | 1       | Fraktion der Allianz der Liberalen und Demokraten für Europa (ALDE)                    |
| Latvijas Krievu savienība (LKS)                                                 | 1       | 1       | Die Grünen/Europäische Freie Allianz (G/EFA)                                           |
| Gesamt                                                                          | 8       | 8       |                                                                                        |

## Abgeordnete
| Bild | MEP                   | von           | bis           | Partei     | Fraktion   | Anmerkungen                                                                |
| ---- | --------------------- | ------------- | ------------- | ---------- | ---------- | -------------------------------------------------------------------------- |
|      | Valdis Dombrovskis    | 1. Juli 2014  | 31. Okt. 2014 | V          | EVP        | Nachrückerin: Inese Vaidere                                                |
|      | Iveta Grigule         | 1. Juli 2014  | 2. Juli 2019  | ZZS        | EFDDNIALDE | Fraktionsaustritt am 15. Oktober 2014, Fraktionsbeitritt am 27. April 2015 |
|      | Sandra Kalniete       | 1. Juli 2014  | 2. Juli 2019  | V          | EVP        |                                                                            |
|      | Krišjānis Kariņš      | 1. Juli 2014  | 23. Jan. 2019 | V          | EVP        | Nachrücker: Aleksejs Loskutovs                                             |
|      | Aleksejs Loskutovs    | 24. Jan. 2019 | 2. Juli 2019  | V          | EVP        | Nachgerückt für Krišjānis Kariņš                                           |
|      | Andrejs Mamikins      | 1. Juli 2014  | 2. Juli 2019  | SDPS       | S&D        |                                                                            |
|      | Miroslavs Mitrofanovs | 5. März 2018  | 2. Juli 2019  | LKS        | G/EFA      | Nachgerückt für Tatjana Ždanoka                                            |
|      | Artis Pabriks         | 1. Juli 2014  | 27. Nov. 2018 | V          | EVP        | Nachrücker: Kārlis Šadurskis                                               |
|      | Kārlis Šadurskis      | 28. Nov. 2018 | 2. Juli 2019  | V          | EVP        | Nachgerückt für Artis Pabriks                                              |
|      | Inese Vaidere         | 1. Nov. 2014  | 2. Juli 2019  | V          | EVP        | Nachgerückt für Valdis Dombrovskis                                         |
|      | Tatjana Ždanoka       | 1. Juli 2014  | 2. Juli 2019  | LKS        | G/EFA      | Nachrücker: Miroslavs Mitrofanovs                                          |
|      | Roberts Zīle          | 1. Juli 2014  | 2. Juli 2019  | VL-TB/LNNK | EKR        |                                                                            |